# Karel Appel
Karel Appel (* jako Christiaan Karel Appel; 25. dubna 1921, Amsterdam, Nizozemsko – 3. května 2006, Zürich, Švýcarsko) byl nizozemský malíř, sochař a básník, spoluzakladatel avantgardní skupiny CoBrA.

## Život
Narodil se v rodině holiče a kadeřníka v dělnické čtvrti v Amsterdamu. Na otcovo přání se také vyučil kadeřníkem. V letech 1940–1944 vystudoval Rijksakademie – Královskou akademii výtvarných umění v Amsterdamu. V roce 1948 se stal jedním ze zakládajících členů avantgardní skupiny umělců CoBrA.
Roku 1946 uspořádal první samostatnou výstavu v Het Beerenhuis v Groningenu a zúčastnil se skupinové výstavy mladých umělců ve Stedelijk Museum v Amsterdamu. V tomto období jeho tvorbu silně ovlivnili Pablo Picasso, Henri Matisse a Jean Dubuffet. Kromě pláten namaloval velkou nástěnnou malbu Tázající se děti v Městském domě v Amsterdamu. Svůj styl nadále přibližoval dětské kresbě.
Roku 1950 odjel do Paříže. Roku 1953 vystavoval na biennále v São Paulo, kde získal velkou cenu za malbu. Roku 1951 namaloval monumentální fresku pro Stedelijk Museum v Amsterdamu a roku 1959 pro budovu UNESCO v Paříži. Zúčastnil se výstav Documenta II (1959) a Documenta III (1964) v Kasselu.
Vždy rád spolupracoval s umělci příbuzných oborů: roku 1962 to byl Bert Schiebeek při divadelním projektu Een groot dier („velé zvíře“), roku 1970 Merrill Sanders a Chet Baker, r. 1987 spolupracoval na scéně a výpravě inscenace baletu v pařížské Opeře, dále například s Brooklynskou Akademií hudby v New Yorku, nebo s nizozemskou operou v Amsterdamu. Experimentoval propojením výtvarného umění, poezie a hudby: roku 1991 byli jeho spolupracovníky Allen Ginsberg a Gregory Corso na „Poetry-Painting Series“. Dále spolupracoval s operou v Amsterdamu a při hudebním festivalu v Salcburku. Roku 2006 tam navrhl scénu pro Mozartovu operu Kouzelná flétna.
Kolem roku 1990 si zařídil ateliéry v New Yorku, v Connecticutu, v Monaku a čtvrtý v Toskánsku. Kromě New Yorku bydlel ve Florencii a pravidelně cestoval mezi oběma kontinenty.
V roce 1999 zřídil svou nadaci Karel-Appel Stiftung (Karel Appel Foundation), do níž převedl všechna svá díla a reprodukční práva.

## Dílo
Patřil k nejproduktivnějším výtvarníkům, za svůj život vytvořil na 10.000 prací. Je zastoupen ve 26 světových galeriích či muzeích umění po celém světě, zejména v Evropě a v USA.

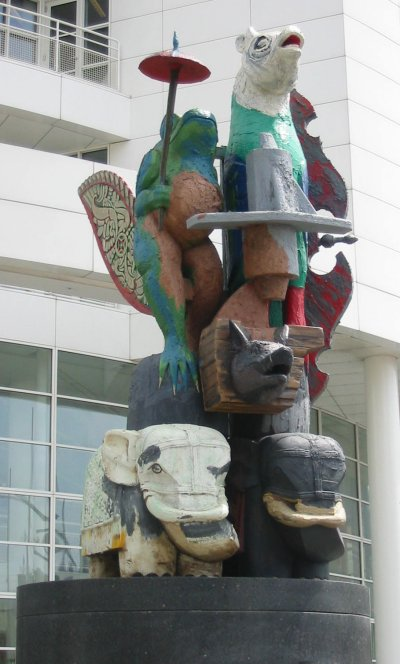
Plastika Žába s deštníkem a jiná zvířata, Haag

## Citát
| „ | Jsem barbarský malíř v barbarské době. | “ |